# Электромиостимуляция
Электромиостимуляция (мионейростимуляция, миостимуляция) — метод восстановительного лечения, в основе которого лежит электрическая стимуляция нервов и мышц, осуществляемая посредством передачи тока с заданными характеристиками от миостимулятора к телу человека через электроды. Широко применяется для реабилитации пациентов после травм, с заболеваниями центральной и периферической нервных систем, с недержанием мочи и кала, в профессиональном спорте и косметологии.

## НМЭС
НМЭС (нейромышечная электростимуляция) успешно используется в медицинской реабилитации и в качестве дополнения к атлетической тренировке на всех уровнях. Целью электрической стимуляции мышц является достижение сокращения или вибрации мышц. Нормальная мышечная активность находится под контролем центральной и периферической нервных систем, которые передают электрические сигналы мышцам. НМЭС действует подобным образом, но с использованием внешнего источника (стимулятора) с электродами, подключенными к коже пациента для передачи электрических импульсов телу пациента.
Импульсы стимулируют нервные окончания к передаче импульсов определённой группе мышц, которые отвечают сокращением, как при нормальной мышечной активности. Электрическая стимуляция мышц подходит для стимуляции всех мышц тела. Может использоваться для восстановления силы мышц после хирургических операций, переломов, и улучшения мобильности. Является превосходным средством реабилитации после инсульта, помогая пациентам улучшить работу кисти и походку. Электрическая мышечная стимуляция с целью реабилитации должна проводиться индивидуально под контролем физиотерапевта или другого работника реабилитационной службы для достижения лучших результатов.

## ТЭНС
ТЭНС (транскутанная электрическая нервная стимуляция; через кожу) обеспечивает хороший результат в случае острой и хронической боли множества происхождений. Метод клинически доказан, используется в повседневной практике физиотерапевтами, другими специалистами и известными атлетами по всему миру. Высокочастотная ТЭНС активирует механизмы, использующиеся нервной системой для ингибирования боли. Электрические импульсы от электродов, расположенных на коже над очагом боли, стимулируют нервы к блокаде болевых сигналов в направлении мозга, и боль не воспринимается. Низкочастотная ТЭНС стимулирует выброс эндорфинов — естественных ингибиторов боли.
ТЭНС — безопасный метод лечения и, в отличие от препаратов и других методов обезболивания, не имеет побочных эффектов. Может использоваться как изолированная терапия и как существенное дополнение к другим фармакологическим и/или физическим методам лечения. ТЭНС не всегда лечит причину боли. Если боль остается, необходимо проконсультироваться с врачом.

## Применение и польза ТЭНС и НМЭС
Благодаря клиническим исследованиям, области применения ТЭНС и НМЭС быстро расширяются. Множество медицинских учреждений по всему миру активно работает над развитием и продвижением метода как естественной альтернативы и для врачей и для потребителей.
Значительное число приборов для ТЭНС было испытано при рецидивирующих спастических болях, и в докладе Оксфордского университета говорится: "Метод неэффективен при послеоперационных болях, повторяющихся спастических и т.д."

## Лечение недержания
Электрическая стимуляция тазовых нервов (к примеру, чрескожная стимуляция большеберцового нерва) — признанная альтернативная методика лечения недержания мочи. Также является методом лечения калового недержания, возникшего вследствие дисфункции мышц тазового дна или снижения сократительной способности анального сфинктера.
При лечении стрессового недержания целью электрической стимуляции является сокращение произвольной мышцы и улучшение функции мышц тазового дна. В случае с ургентным недержанием целью является ингибирование непроизвольных сокращений мочевого пузыря за счет стимуляции нервов тазового дна.
Когда речь идет о смешанном недержании, применяется стимуляция и для ургентного, и для стрессового недержания. Для калового недержания целью является улучшение контроля над функцией толстого кишечника за счет увеличения силы и тонуса мышц тазового дна.